# Park Narodowy „Buzułukskij bor”
Park Narodowy „Buzułukskij bor” (ros. Национальный парк «Бузулукский бор») – park narodowy na pograniczu obwodu samarskiego (rejony: bogatowski, borski i Kinel-Czerkasski) i obwodu orenburskiego (rejon buzułucki) w Rosji. Jego obszar wynosi 1067,88 km². Park został utworzony dekretem rządu Federacji Rosyjskiej z dnia 29 grudnia 2007 roku. Zarząd parku znajduje się w miejscowości Kołtubanowskij.

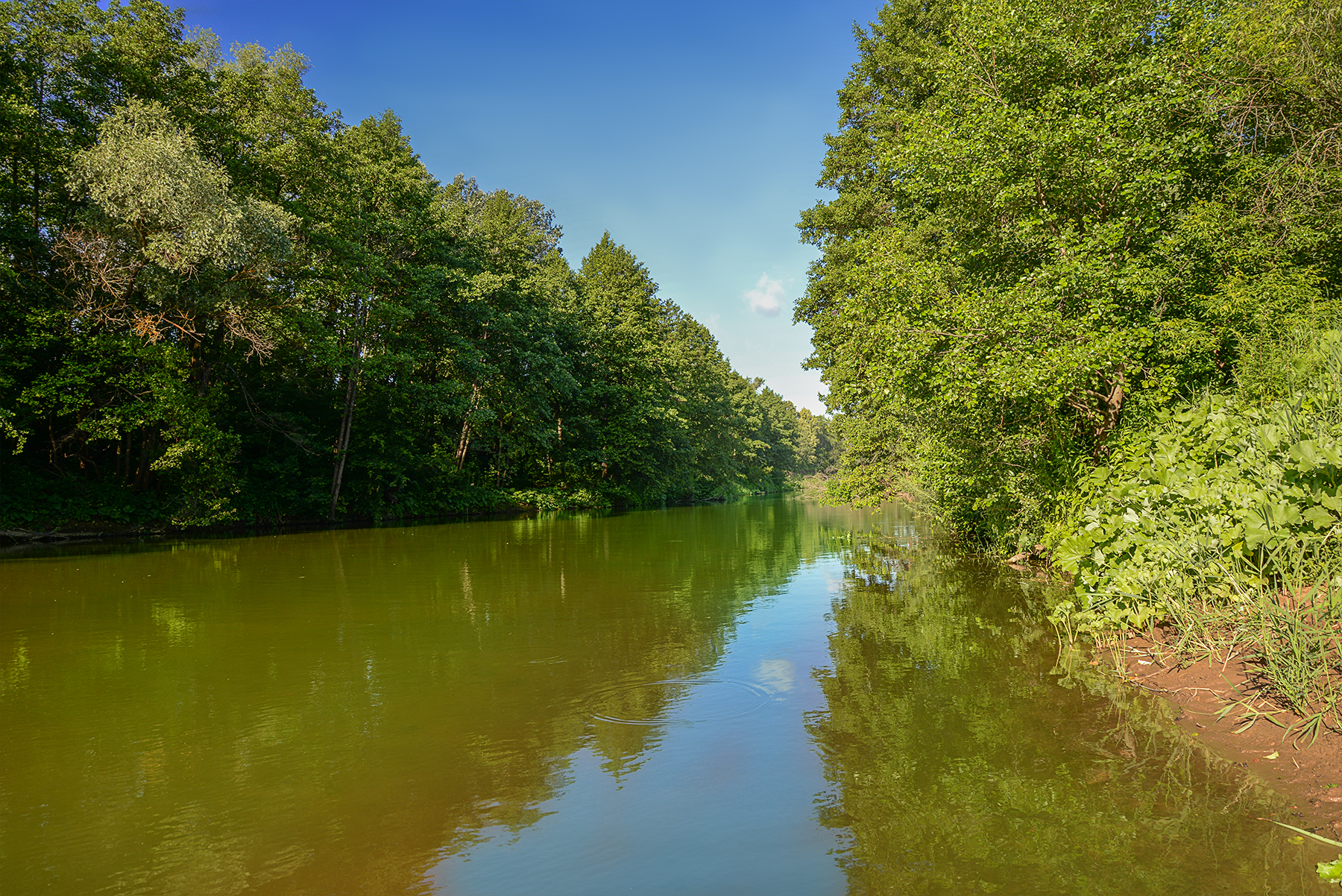
Rzeka Borowka

## Opis
Park Narodowy „Buzułukskij bor” to olbrzymi kompleks leśny położony w rozległym dorzeczu rzeki Borowka (dopływ Samary) i ograniczony od południa i zachodu rzeką Samara.
Ponad dwie trzecie parku zajmują lasy sosnowe. Graniczą one prawie ze wszystkich stron z lasami liściastymi, które przechodzą w stepy. Również wzdłuż biegu rzeki Borowka ciągnie się pas lasów liściastych – dębów, topoli i olsów. W całym lesie rozsiane są wydzielone obszary lasów osikowych i brzozowych.
Na terenie parku odnotowano 13 gatunków roślin zagrożonych wyginięciem. Z kręgowców żyje tam 55 gatunków ssaków, 180 gatunków ptaków, 8 gatunków gadów, 6 gatunków płazów i 24 gatunki ryb. Są to m.in. desman rosyjski, norka europejska, wydra europejska, łoś euroazjatycki, sarna syberyjska, dzik euroazjatycki, borsuk azjatycki, kuna leśna, wiewiórka pospolita, bóbr europejski, bielik, sokół wędrowny i drop zwyczajny.
Klimat kontynentalny. Średnia temperatura stycznia to  -13,9 °С, a lipca +20,5 °С.